# Montrose (Virginia Occidental)
Montrose es un pueblo ubicado en el condado de Randolph en el estado estadounidense de Virginia Occidental. En el Censo de 2010 tenía una población de 156 habitantes y una densidad poblacional de 96,06 personas por km².

## Geografía
Montrose se encuentra ubicado en las coordenadas 39°4′2″N 79°48′52″O / 39.06722, -79.81444. Según la Oficina del Censo de los Estados Unidos, Montrose tiene una superficie total de 1.62 km², de la cual 1.62 km² corresponden a tierra firme y (0%) 0 km² es agua.

## Demografía
Según el censo de 2010, había 156 personas residiendo en Montrose. La densidad de población era de 96,06 hab./km². De los 156 habitantes, Montrose estaba compuesto por el 100% blancos, el 0% eran afroamericanos, el 0% eran amerindios, el 0% eran asiáticos, el 0% eran isleños del Pacífico, el 0% eran de otras razas y el 0% pertenecían a dos o más razas. Del total de la población el 0% eran hispanos o latinos de cualquier raza.